# Maite Carranza
Maite Carranza Gil-Dolz del Castellar (née le 25 février 1958) est une écrivaine et éducatrice espagnole écrivant surtout en catalan. Elle est spécialisée en littérature d'enfance et de jeunesse. Son best-seller Trilogía de las Brujas (trilogie des sorcières) a été traduit dans une vingtaine de langues.

## Biographie
Maite Castellar naît à Barcelone. Elle fait des études d'anthropologie, qu'elle complète en 1980. Elle enseigne ensuite au secondaire pendant 10 ans. Elle publie son premier roman, Ostres, tu, quin cacau!, en 1986. En 1999, elle écrit son premier roman pour adultes, Sin invierno, qui est également son premier travail écrit en espagnol,
Elle complète une maîtrise dans les années 1990 sur la production écrite audiovisuelle. Elle commence à écrire des scénarios pour la télévision en 1992. Elle écrit ainsi plusieurs soap operas à succès pour TV3, dont Poble Nou, Secrets de família et Nissaga de poder,.
En 2011, elle remporte le prix national de littérature d'enfance et de jeunesse pour son roman Paraules emmetzinades (mots empoisonnés), inspiré par l'enlèvement de Natascha Kampusch. Ce livre serait le premier à exposer directement le sujet de l'abus sexuel auprès des jeunes espagnols.
En 2014, Maite Carranza reçoit le Premi Cervantes Chico de literatura infantil i juvenil pour son œuvre.